# Le Livre de l'intranquillité
Le Livre de l'intranquillité (titre original en portugais : Livro do Desassossego composto por Bernardo Soares, ajudante de guarda-livros na cidade de Lisboa) est une œuvre posthume de Fernando Pessoa publiée pour la première fois en 1982. Attribuée par l'auteur à son « semi-hétéronyme » Bernardo Soares, elle constitue un recueil inachevé de réflexions, de pensées, d'aphorismes et de poèmes en prose rédigés de manière inconstante et notés sur des feuilles éparses avec l'indication O Livro do desassossego entre 1913 et 1935.
Ouvrage majeur de la littérature du XXe siècle, ce livre est considéré comme le chef-d'œuvre de son auteur. Il figure sur la liste des 100 meilleurs livres de tous les temps établie en 2002 par le Cercle Norvégien du Livre, ainsi que sur la liste des 50 œuvres essentielles de la littérature portugaise établie en 2016 par le très prestigieux Diário de Notícias. 
En 2018, une nouvelle édition augmentée et réorganisée sous le titre de Livre(s) de l'inquiétude est publiée en français.

## Éditions françaises
La première édition française a paru chez Christian Bourgois éditeur en deux volumes en 1988 et 1992 dans une traduction primée de Françoise Laye, suivant l'édition portugaise originale de 1982 établie par Richard Zenith (en), et a connu un certain succès. En 1999 parait une seconde édition revue, corrigée et augmentée comprenant un total de 549 fragments et autres textes, basée sur la nouvelle édition portugaise de 1998 : Richard Zenith a rajouté des inédits par rapport à l'édition de 1982 et modifié l'ordre des textes pour donner une meilleure cohérence à l'ensemble. Une troisième édition, encore une fois revue, corrigée et augmentée, voit le jour en 2011, toujours chez le même éditeur.
L'édition de 1999 s'ouvre sur quatre préfaces (de Robert Bréchon, d'Eduardo Lourenço, de Richard Zénith et de la traductrice Françoise Laye). Elles font le point sur la situation particulière du Livre de l'intranquilité, en particulier dans la constellation des hétéronymes de Pessoa. 
En 2018 paraît, toujours chez Christian Bourgois éditeur, la réorganisation proposée trois ans plus tôt par Teresa Rita Lopes[Où ?], dans une nouvelle traduction de Marie-Hélène Piwnik. Le titre devient Livre(s) de l'inquiétude, et l'ouvrage est divisé en trois parties correspondant aux livres de trois hétéronymes distincts, classés chronologiquement. La chercheuse a en effet extrait du Livre de l'Intranquillité environ 200 fragments jusque là attribués à Bernardo Soares, pour les redonner à Vicente Guedes, hétéronyme décadent et plus daté, apparu dans la décennie 1910 ; elle a également inséré L'Éducation du stoïcien par le suicidaire baron de Teive (livre jusque là édité à part) entre les livres des deux hétéronymes mentionnés. Teresa Rita Lopes déplorait[Où ?] que les éditions précédentes mélangent, par commodité, des fragments écrits à des époques différentes. Son classement se veut chronologique de l'écriture par Fernando Pessoa, étalée sur vingt ans, Bernardo Soares n'étant apparu que dans les dernières années de l'écrivain.

### «Intranquillité», un néologisme
Le néologisme « intranquillité », qui a été préféré à « inquiétude », est entré en français avec ce titre en 1988, même s'il est déjà apparu auparavant, notamment en 1972 et 1978 par Henri Michaux,, à l'insu de Françoise Laye et de Robert Bréchon. Pessoa avait également utilisé un néologisme en portugais. Le terme exprime le contraire de la tranquillité, de la sérénité, mais il ne signifie cependant pas l'agitation ou l'excitation. Il fait écho à la catégorisation générique "Autobiographie sans événements".

## Analyse et réception critique

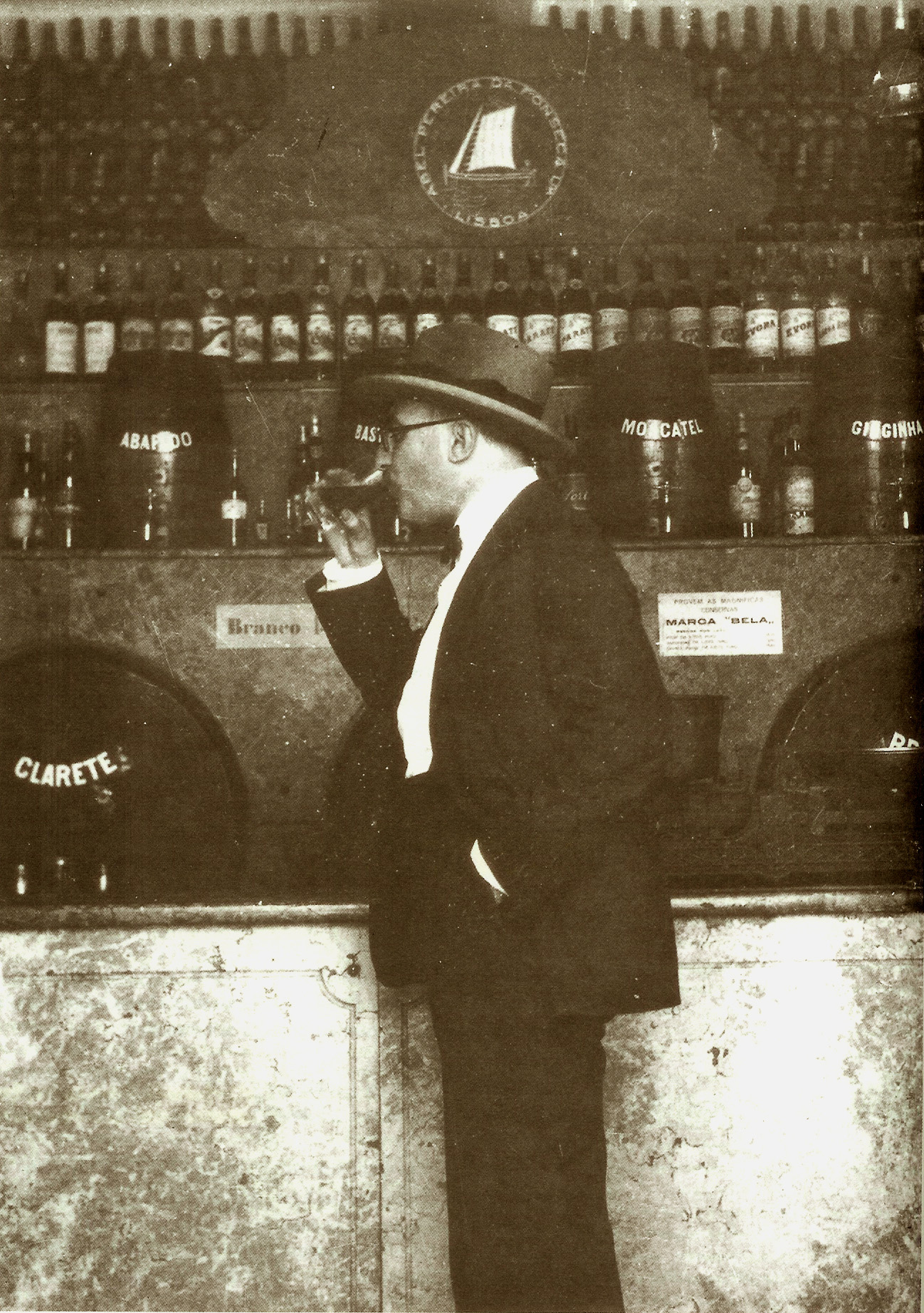
Fernando Pessoa dans un bistro à Lisbonne, en 1929, ou bien Bernardo Soares?

« Le Livre de l’intranquillité est le récit du désenchantement du monde, la chronique suprême de la dérision et de la sagesse mais aussi de l’affirmation que la vie n’est rien si l’art ne vient lui donner un sens. L’art, ici même, est poussé à son paroxysme. » (François Busnel, Le Magazine littéraire, mars 2000)
« Le Livre de l’intranquillité est le journal intime que Pessoa attribue à son double, l’employé de bureau Bernardo Soares ; mais les paysages urbains de Lisbonne y sont si présents qu’on peut le lire aussi comme le roman géo-poétique de la ville avec laquelle il entretient un rapport singulier, un peu comme Baudelaire avec Paris ou Joyce avec Dublin. » (Robert Bréchon[réf. incomplète])
« C'est peu dire que Bernardo Soares, alias Fernando Pessoa, est intranquille. Mieux vaudrait parler d'errance infinie à travers ses limbes tourmentés ou de la plainte insensée d'un banni de l'existence. Au fil de ce journal intime, Fernando Pessoa inspecte l'intérieur aux mille facettes d'un de ses nombreux hétéronymes, c'est-à-dire d'une de ces « proliférations de soi-même » dont chacun de nous est construit. Ces pensées « décousues » dénotent une supra-conscience des êtres et de l'existence, le plus souvent douloureuse, presque insoutenable, mais qui suscite aussi curieusement, parfois, une douceur indicible, un bercement insondable au cœur de ce ciel où, déclare-t-il “je me constelle en cachette et où je possède mon infini”. » (Laure Anciel[réf. incomplète])

### Éditions
- Livro do Desassossego por Bernardo Soares, 2 vol., prefácio e organização de Jacinto do Prado Coelho, recolha e transcrição dos textos de Maria Aliete Galhoz e Teresa Sobral Cunha, Lisboa: Ática, 1982  (ISBN 972-617-069-9)
- Livro do Desassossego:  Composto por Bernardo Soares, ajudante de guarda-livros na cidade de Lisboa, edição e introdução de Richard Zenith, Lisboa: Assírio & Alvim, 1998, 534 p.  (ISBN 972-37-0476-5)
- Le Livre de l'intranquillité, Paris, Christian Bourgois éditeur
  - première édition française (en 2 volumes), adapté par Antonio Tabucchi, sous la direction de Robert Bréchon et Eduardo Prado Coelho (pt), introduction de Eduardo Lourenço, traduction de Françoise Laye, 1988  (ISBN 978-2-267-00544-8) et 1992  (ISBN 978-2-267-00986-6)
  - deuxième édition revue, corrigée et augmentée (en 1 volume), 1999  (ISBN 978-2-267-01516-4)
  - troisième édition revue, corrigée et augmentée (en 1 volume), 2011  (ISBN 978-2-267-02177-6)
- Livre(s) de l'inquiétude, Marie-Hélène Piwnik (trad.), Paris, 2018, Christian Bourgois éditeur  (ISBN 978-2-267-03057-0)

### Ouvrages critiques
- Françoise Laye, Eduardo Lourenço, Patrick Quillier et Richard Zenith, Pessoa, l'intranquille, Christian Bourgois éditeur, coll. « Titres » (no 145), 2011  (ISBN 978-2-267-02178-3)